# Prkos
Prkos est un village de la municipalité de Škabrnja (Comitat de Zadar) en Croatie. Au recensement de 2011, le village comptait 363 habitants.